# مدل آیدا

نمودار اصلی بر اساس مفهوم شناخته شده.

مدل آیدا (به انگلیسی AIDA model) یکی از مشهورترین و کاربردی‌ترین مدل‌ها برای برقراری ارتباط در بازاریابی است. این مدل چهار مرحله در دوره حیات مصرف‌کننده را تعریف می‌کند که عبارت است از آگاهی (Awareness)، علاقه (Interest)، تمایل (Desire) و عمل (Action). طبق این مدل، مشتریان بالقوه ابتدا از وجود کالا یا خدمتی مطلع می‌شوند (آگاهی)، ممکن است راجع به آن محصول کنجکاو باشند و بخواهند اطلاعات بیشتری راجع به ویژگی‌ها و مزایای آن محصول کسب کنند (علاقه)، یا آن محصول یا خدمت را با محصولات و خدمات مشابه مقایسه کنند (تمایل) و در نهایت آن محصول یا خدمت را خریداری کنند (عمل)
الیاس سنت المو لوییس مدل آیدا را در سال ۱۸۹۸میلادی بر اساس تجربیات خود در صنعت بیمه پیشنهاد کرد. از آن زمان از این مدل برای تبدیل مشتریان بالقوه به مشتریان واقعی در بازاریابی استفاده شده‌است. در قیف بازاریابی هم از مدل آیدا استفاده می‌شود